# Cornelis Aarnouts
Cornelis Aarnouts (Hoorn, 6 september 1914 - Waalsdorpervlakte, 10 augustus 1943) was een Nederlands verzetsstrijder tijdens de Tweede Wereldoorlog.
Aarnouts was brood- en banketbakker te Amsterdam. Hij werd op 31 januari 1943 gearresteerd omdat hij betrokken was bij het drukken en verspreiden van het illegale blad De Waarheid. Na gevangenschap is hij op de Waalsdorpervlakte doodgeschoten.
Na de oorlog is zijn lichaam herbegraven op de Nieuwe Oosterbegraafplaats te Amsterdam in vak 76.